# Belbello da Pavía

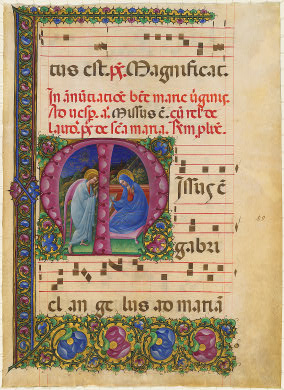
Anunciación de la Virgen, Galería Nacional de Arte (Washington).

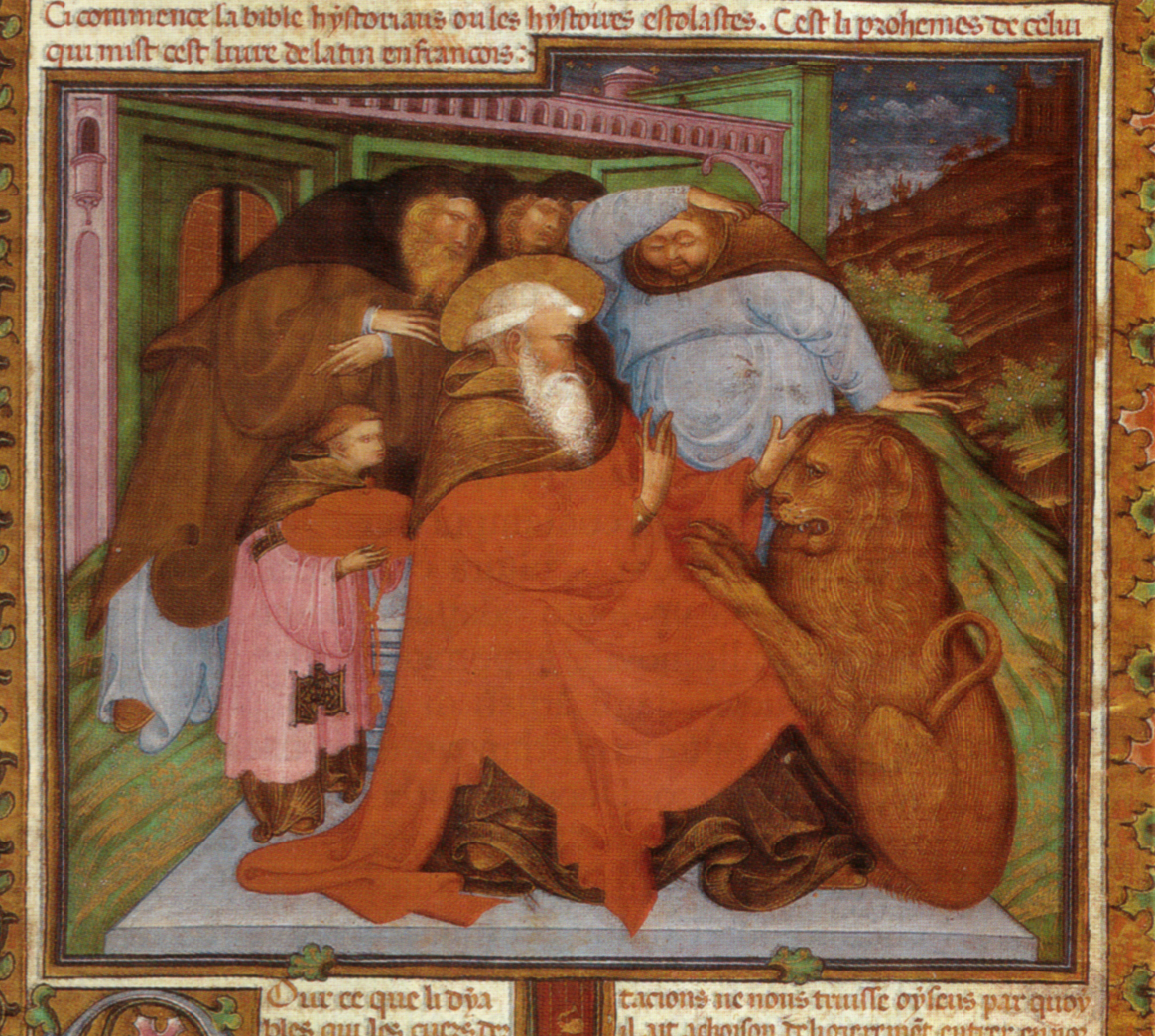
San Jerónimo, miniatura de la Biblia de Este.

Belbello da Pavía o Luchino di Giovanni Belbello fue un iluminador y un pintor italiano de miniaturas del siglo XV, cuyo estilo oscila entre el gótico tardío y el renacimiento, estuvo activo entre 1430 y 1473.

## Biografía
Belbello da Pavía trabajó por diversos lugares lombardos, incluido Milán, Ferrara y Mantua.
El inicio de su actividad está atestiguado por los encargos de Filippo Maria Visconti de Milán, quien le encargó completar el Libro de Horas iniciado por Giovannino de Grassi y su hijo Salomone de Grassi y se interrumpió por la muerte de Gian Galeazzo Visconti en 1402.
Desde 1432 hasta 1435, participó en la decoración del Breviario de María de Saboya, segunda esposa de Filippo Maria Viscontti, realizado en gran parte por el Maestro de los Vitae Imperatorum.
En 1434, Belbello trabajó en la Biblia Estense que dejó inconclusa. Expulsado de Mantua por un delito en 1450, se fue a Pavía hasta 1461.
De 1448 a 1462, los documentos mencionan los últimos trabajos de Belbello, ejecutados en Mantua para los Gonzaga en el Misal Romano, que se completa a petición de Bárbara de Brandeburgo por Gerolamo da Cremona, recomendado por Andrea Mantegna.

## Obras
- Las ilustraciones para un Libro de horas encargado por Gian Galeazzo Visconti y por Filippo Maria Visconti, duque de Milán (iniciado por Giovannino de Grassi en 1401 y continuado treinta años más tarde por Belbello) conservados en la Biblioteca Nacional Central de Florencia.
- Algunas de las ilustraciones del Breviario de María de Saboya (ejecutado en gran parte por el Maestro de los Vitae Imperatorum 1432-1435, en la colección de la Biblioteca de Chambery.
- Bendición de Jesús, la iluminación de la letra A del Antifonario (1467-1470), 18 cm x 15,5 cm, The Getty Center de Los Ángeles.
- Anunciación a la Virgen (1450-1460), témpera y oro sobre vitela, 58,9 cm x 42,5 cm, Galería Nacional de Arte (Washington).
- Dios creó los pájaros y animales, 30 cm x 41 cm
- Adán y Eva, de 30 cm x 41 cm
- Las miniaturas de la Biblia Estense (sin terminar en 1434) y el Misal de Gonzaga de Mantua, Biblioteca Vaticana, Roma.
- El Acta Sanctorum, Biblioteca Braidense, Milán.
- Salterio, del Museo Británico, Londres.
- Misal romano para la familia Gonzaga,biblioteca capitular, Mantua.